# شین پرتو
علی شیرازپور پرتو شناخته‌شده با نام شین پرتو (۲ دی ۱۲۸۶ – ۲۳ مهر ۱۳۷۶)، سیاستمدار، شاعر، نویسنده و زبان‌شناس اهل ایران بود. وی مدتی سفیر ایران در عراق و هند بود.
وی پدر مازیار پرتو (کارگردان و مدیر فیلمبرداری) و پدربزرگ ویشکا آسایش (بازیگر و طراح صحنه) است.

## زندگی‌نامه
علی شیرازپور پرتو ۲ دی ۱۲۸۶ در کنگاور متولد شد. پدر وی فردی متمول بود. مادر وی در هنگام زایمان از دنیا رفت و همین نکته در بزرگسالی بر روحیۀ او تأثیر گذاشت. پدربزرگ او یک روحانی شیعه بود و مرگ وی نیز که در کودکی رخ داد بر وی تأثیرگذار بود.

### مهاجرت به فرانسه
وی زبان فرانسه و اسپرانتو را فراگرفت و سپس تصمیم گرفت به فرانسه مهاجرت کند. پرتو مسیر مهاجرت خود از ایران تا فرانسه را ایستگاه به ایستگاه پیمود و به پاریس و پس از چندی به مون پلیه رسید. در ابتدا شروع به تحصیل در رشتۀ پزشکی کرد، اما خیلی زود منصرف شدو به تحصیل در رشته ادبیات فرانسوی پرداخت. در فرانسه به هنر و به ‌ویزه تئاتر و ادبیات علاقه‌مند شد و به معاشرت با هنرمندان و دانشجویانی از کشورهای مختلف پرداخت. همچنین زبان انگلیسی آموخت. با این وجود پیش از آغاز جنگ دوم جهانی به ایران بازگشت.

### بازگشت به ایران
پس از بازگشت در تهران ساکن شد و در ۱۳۰۹ مجله‌ای با نام «آرمان» منتشر کرد که شخصیت‌هایی مانند عباس اقبال آشتیانی، بدیع الزمان فروزانفر، ملک الشعرای بهار و تعدادی دیگر از شاعران و نویسندگان بنام ادبیات ایران با آن همکاری داشتند. پرتو از آن زمان عضو فعال انجمن شاعران و ادیبان ایران شد و با شاعران و نویسندگان ایران به معاشرت پرداخت. 
همچنین با نویسندگان ساکن شهرهای دیگر -از جمله نیما یوشیج- به مکاتبه پرداخت. در سال ۱۳۲۹ منظومۀ «افسانه»ی نیما یوشیج در تهران توسط انتشارات علمی با مقدمۀ احمد شاملو انتشار یافت. 
به دنبال انتشار این کتاب دو نامه میان نیما و شین پرتو رد و بدل شد که بعداً در کتابی تحت عنوان «دو نامه» به چاپ رسید.
شین پرتو در طی این دوران مقالات متعدد، داستان‌های کوتاه و همچنین اشعاری را در مجلات و نشریات معتبر ادبی، از جمله مجله یغما به چاپ رساند.

### سفیر ایران در هند
شین پرتو در وزارت امور خارجه حکومت پهلوی به عنوان سرکنسول ایران در بغداد و سپس به عنوان سفیر ایران در هندوستان به خدمت پرداخت. با این وجود همزمان فعالیت فرهنگی خود را ادامه داد. در همین دوران ترجمۀ فارسی اوپانیشادها را تصحیح کرد و به چاپ رساند. 

### رابطه با صداق هدایت
همچنین در همین دوران بود که به عنوان سفیر ایران در هند صادق هدایت را که با وی دوستی نزدیکی داشت، به هند دعوت کرد و مکان و ماشین تحریر و تمام امکانات انتشاراتی سفارت ایران را در اختیار او گذاشت، که با پذیرش هدایت مواجه شد. هدایت نزد شین پرتو و خانوادۀ وی ماند و با بهره‌گیری از این فرصت داستان‌های علویه خانم و بوف کور را که پیشتر نوشته بود، به صورت پلی‌کپی انتشار داد و زیر آن نوشت: طبع و فروش درایران ممنوع. این دو همچنین کتاب انیران را که سه داستان کوتاه از صادق هدایت، بزرگ علوی و شین پرتو را در بر می‌گیرد در سال ۱۳۱۰ منتشر کرده بودند.
با این وجود گفته می‌شود که تفاوت نگرش این دو به جهان سبب شد تا او بعدها از هدایت فاصله بگیرد و رابطۀ آن‌ها پس از مدتی به سردی بگراید. وی حتی کتاب «بیگانه‌ای در بهشت» را در مذمت هدایت و افکار او نوشت.

### نابینایی
شین پرتو بیش از یک سوم پایانی عمر خود را در نابینایی به سر برد، اما حدود ده اثر پژوهشی را در همین دوران نابینایی به چاپ رساند. در میان آثار او چهار یا پنج اثر بسیار تأثیرگذار به زبان‌های فرانسه و انگلیسی وجود دارند که هیچ‌یک به فارسی برگردانده نشده‌اند. 
تسلط وی بر ادبیات انگلیسی و فرانسه به حدی بوده‌ است که خوانندگان کتب مورد اشاره را به حیرت وامی‌داشته‌ است. آخرین اثر ادبی او که رساله‌ای دربارۀ خودشناسی و زندگی است سه سال پیش از فوت وی به زبان انگلیسی در لندن به چاپ رسید.

### درگذشت
شین پرتو در ۲۳ مهر ۱۳۷۶ در سن ۹۰ سالگی در تهران درگذشت.

## تنوع آثار
شین پرتو نثری شاعرانه داشت و بعضی از داستان‌های تاریخی را با چنان نثری نوشت. کارهای او را آن زمان، نوعی «غزل منثور» می‌دانستند. 
مکاتبات شین پرتو با نیما یوشیج در اوان شکل‌گیری شعر نو باعث شهرت وی شد. علاقۀ آنان به این موج نو در این نامه‌ها آشکارا مطرح شده است. این مکاتبات هم به صورت جدا و هم به صورت بخشی از کتبی که زندگی نیما یوشیج را مورد بررسی قرار داده‌اند به چاپ رسیده‌است.
شین پرتو مکاتبه‌ای مفصل و درخور تأمل با دانشگاه یامانوشید ژاپن داشته‌است که در آن با ارجاع به برخی استدلال‌های زبان‌شناختی ادعا می‌کند که نام آن دانشگاه شکل دگرگون‌شده‌ای از نام پادشاه ایرانی جمشید است. او همچنین مکاتبه‌ای مفصل در مورد اعداد و نامگذاری آن‌ها با یکی از استادان ریاضی ایران داشته که به انتشار نرسیده است.

### ادبیات
- شب بدمستی در کتاب انیران
- در گرو پول
- پهلوان زند
- کو عشق من
- ویدا
- دختر دریا
- خورشید
- پروین
- سمندر
- ژینوس
- کام شیر
- هفتچهر
- سایه شیطان
- شقایق سوزان
- غژمه (واژه‌ای در زبان کردی)

### زبان و ادبیات فارسی
- جهان‌بینی
- ریشه‌های فارسی

### پژوهش
- جادوی کلام
- جمکران
- معاذبن جبل
- طیلسان نور
- تفسیر دیوان حافظ شیرازی (نیمه‌تمام)

### کتاب کودکان
- چیکو (چی؟ کو؟)، کودک کنجکاو، سه جلد

### آثار فرانسوی
- Proushina
- Zaratoustra

### آثار انگلیسی
- Budha Vivant